# Karl Tõnisson
Karl Tõnisson (łot.: Kārlis Tennisons; ros.: Карл Михайлович Тыниссон, Karł Michajłowicz Tynisson; ur. 1873, zm. 1962) – estoński mnich buddyjski.
Wyświęcony w 1893. Był zaangażowany w powstanie klasztoru buddyjskiego w Piotrogrodzie (1915), pełnił funkcję jego pierwszego opata. W 1923 został mianowany (przez XIII Dalajlamę) buddyjskim arcybiskupem Łotwy, a także królem Sanghi w republikach bałtyckich. Zmarł w Birmie.